# Riccia leptothallus
Riccia leptothallus là một loài rêu trong họ Ricciaceae. Loài này được R.M. Schust. mô tả khoa học đầu tiên năm 1992.